# Christian Flor
Christian Flor, född 1 januari 1792, död 31 mars 1875, var en dansk politiker.
Flor var ursprungligen präst, blev 1825 filosofie doktor och 1826 professor i danska i Kiel. Han betonade i sina föreläsningar den nordiska kulturens självständiga värde och utgav 1831 sin Haandbog i den danske Litteratur, läst och älskad århundradet ut. Flors livsverk blev avgörande för danskhetens öde i Sønderjylland. Djupt gripen av Grundtvigs åskådning, väckte han med hjälp av Christian Paulsen till livs en dansk nationell rörelse bland Nordslesvigs borgare och bönder och förblev rörelsens verklige ledare fram till kriget 1848. Hans arbete möjliggjorde grundandet av P. Chr. Kocks tidning Dannevirke och bildade bakgrunden för språkreskriptet 1840. Han skrev även tal åt Laurids Skau. Med rörelsens politiske ledare Hans Rudolf Hiort-Lorenzen fungerade dock samarbetet alltid helt smärtfritt. Med stöd från den nationalliberala kretsen runt Henrik Nicolai Clausen upprättade Flor 1844 Nordens första folkhögskola Røddins folkhögskola i Rødding och förestod den själv 1845-48. Flor kom därefter alltmer att glida i bakgrunden. Han spelade ingen större roll vid riksförsamlingen 1848-49 och riksrådet. År 1865 grundade Flor folkhögskolan i Askov som en fortsättning på den i Rødding, som stängts av preussarna.

## Utmärkelser
- Riddare av Dannebrogorden,  1850[2]
- Dannebrogsmännens hederstecken,  1854[2]

[Redigera Wikidata]